# HSK

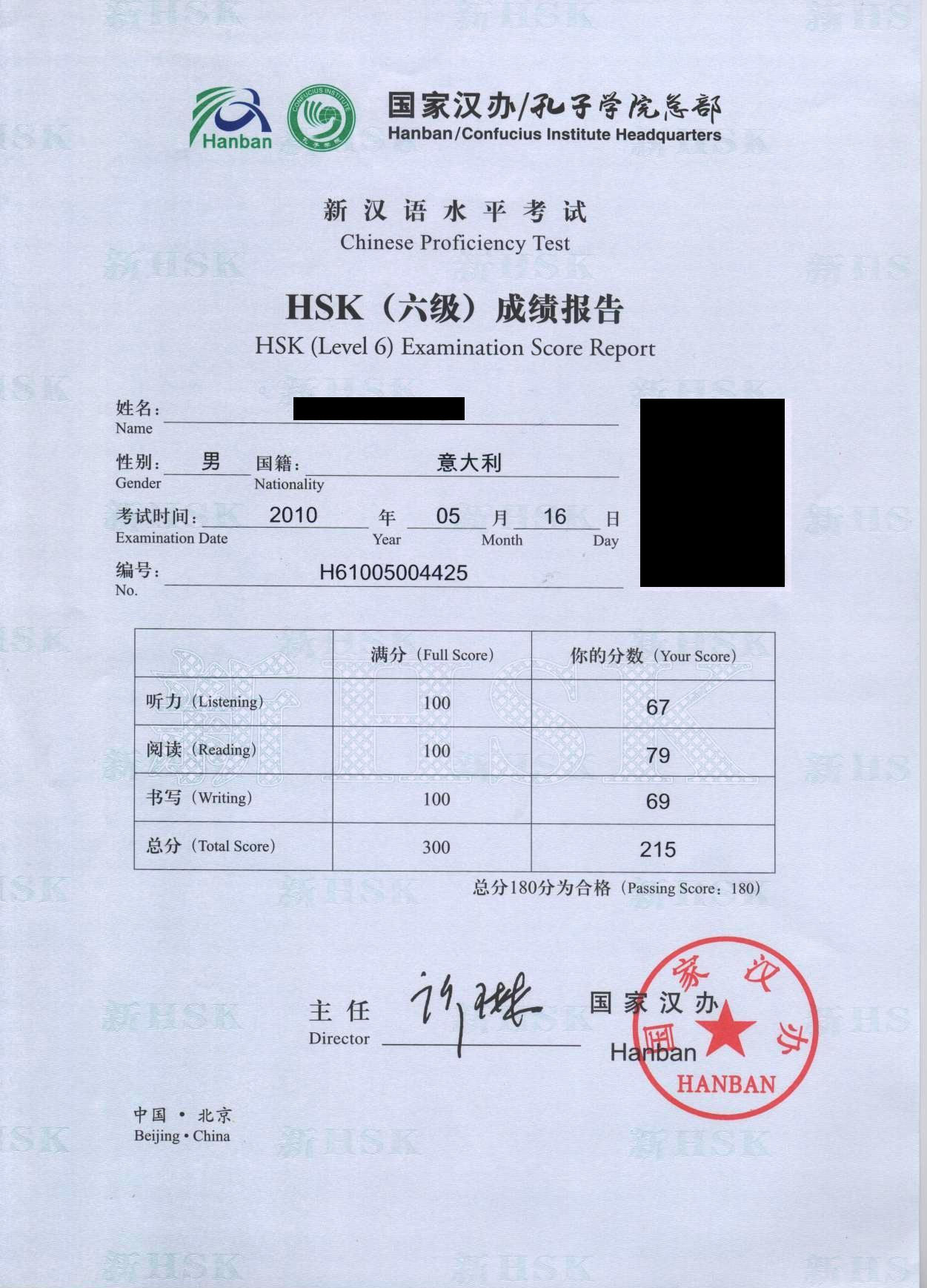
Un certificato HSK6 risalente al maggio 2010, quando era in vigore l'HSK versione 2.0

HSK (Hànyǔ Shuǐpíng Kǎoshì, 汉语水平考试, letteralmente "Esame di livello di cinese") è una prova di esame che misura la capacità di utilizzare la lingua cinese da parte di persone non di madrelingua. Il test è amministrato dalla Hanban (汉办), un'agenzia del Ministero dell'Istruzione della Repubblica Popolare Cinese. L'HSK è il test di lingua cinese più noto e diffuso al mondo ed è offerto più volte ogni anno dagli Istituti Confucio delle varie università nel mondo.
Nel 2020, Hanban ha annunciato tramite un tweet che è stato avviato un processo di revisione dell'esame HSK: una forma ibrida dell'esame il cui nuovo modello è sintetizzato nella formula "three stages and nine levels" (trad. tre stadi e nove livelli).

## Organizzazione dell'HSK
L'esame HSK nella versione corrente (HSK 3.0), in base al sito web di Hanban, si articola in 7 esami e 9 livelli.
Gli esami di livello 1, 2 e 3 sono rivolti a studenti di livello elementare. Gli esami di livello 4, 5 e 6 sono rivolti a studenti di livello intermedio. Il settimo esame è rivolto a studenti di livello avanzato: chi lo sostiene, otterrà un certificato di livello 7, 8 o 9 in base al punteggio ottenuto.
L'esame contiene esercizi di ascolto in cinese, lettura e comprensione di un testo scritto in cinese (caratteri semplificati), scrittura in cinese semplificato e produzione orale. A partire dall'HSK4 in poi, si aggiunge una prova di traduzione dal cinese in inglese e viceversa.

### L'HSK1
L'HSK1 è rivolto agli studenti che sono all'inizio del livello elementare. Secondo una tabella non ufficiale, l'HSK1 corrisponde al livello QCER pre-A1 (iniziazione alla lingua). L'esame certifica l'abilità di utilizzare semplici frasi e 300 caratteri cinesi semplificati. In totale, l'HSK1 contiene 500 parole. In internet è resa disponibile la lista di vocaboli di ogni livello di HSK. Il test di ascolto si basa su un testo di massimo 80 parole ed è letto con una velocità di massimo 2 sillabe al secondo. Il testo dell'esercizio di lettura e comprensione è lungo massimo 100 caratteri e si richiede una velocità di lettura pari a carica una sillaba al secondo. Il test orale si basa su dialoghi molto semplici. Il test di scrittura richiede di scrivere informazioni molto semplici e dunque frasi molto semplici. Viene già richiesta la conoscenza dell'ordine dei tratti corretto.

### L'HSK2
L'HSK2 è rivolto a studenti che siano nel mezzo del livello elementare. L'esame certifica l'abilità di comunicare in modo semplice e diretto su argomenti molto comuni della vita quotidiana. Secondo una tabella non ufficiale, l'HSK2 corrisponde al livello QCER A1.1. È richiesta una conoscenza di 600 caratteri semplificati e 1272 parole, per cui il numero di caratteri semplificati nuovi e di parole nuove grossomodo raddoppia. Il test di ascolto si basa su un testo di massimo 150 parole ed è letto con una velocità di poco oltre 2 sillabe al secondo. Il testo dell'esercizio di lettura e comprensione è lungo massimo 200 caratteri e si richiede una velocità di lettura pari a circa 2 sillabe al secondo. Il test di scrittura richiede di scrivere delle frasi per un totale di almeno 100 caratteri. Infine, è presente il test orale.

### L'HSK3
L'HSK3 è rivolto agli studenti che sono giunti alla fine del livello elementare. L'esame certifica l'abilità di comunicare in modo elementare su argomenti di base della vita quotidiana, dello studio e del lavoro. Secondo una tabella non ufficiale, l'HSK3 corrisponde al livello QCER A1.2. È richiesta una conoscenza in totale di 900 caratteri semplificati e 2245 parole. Il test di ascolto si basa su un testo di massimo 300 parole ed è letto con una velocità di 3 sillabe al secondo. Il testo dell'esercizio di lettura e comprensione è lungo massimo 300 caratteri e si richiede una velocità di lettura pari a almeno 2 sillabe al secondo. Il test di scrittura richiede di scrivere un breve testo di poche righe (e.g., una breve email o una breve narrazione) per un totale di almeno 200 caratteri. Infine, è presente il test orale.

### L'HSK4
L'HSK4 è rivolto agli studenti che hanno iniziato a studiare la lingua al livello intermedio. L'esame certifica l'abilità di comunicare in modo essenziale, ma parzialmente coerente ed efficace, su diversi argomenti della vita quotidiana, dello studio e del lavoro. Secondo una tabella non ufficiale, corrisponde al livello QCER A2. È richiesta una conoscenza di 1200 caratteri semplificati e 3245 parole. Il test di ascolto si basa su un testo di massimo 400 parole ed è letto con una velocità di almeno 2 sillabe al secondo, considerata "una velocità normale" (a normal speed); il test di ascolto inoltre prevede la capacità di riconoscere lo humor e il sarcasmo. Il testo dell'esercizio di lettura e comprensione è lungo massimo 500 caratteri e si richiede una velocità di lettura pari a almeno 2 sillabe al secondo. Il test di scrittura richiede di scrivere un testo di alcune righe per un totale di almeno 300 caratteri. Nell'HSK4 è presente anche la prima prova di traduzione dal cinese all'inglese e dall'inglese al cinese, oltre al solito test orale.

### L'HSK5
L'HSK5 è rivolto agli studenti che siano nel mezzo del livello intermedio. L'esame certifica l'abilità di comunicare in modo relativamente coerente, sciolto ed efficace su molti argomenti riguardanti la vita quotidiana, lo studio e il lavoro, anche laddove presentino qualche grado di difficoltà. Secondo una tabella non ufficiale, corrisponde al livello QCER B1. È richiesta una conoscenza di 1500 caratteri semplificati e 4316 parole. Il test di ascolto si basa su un testo di massimo 500 parole ed è letto con una velocità di almeno 3 sillabe al secondo, dunque con una velocità scorrevole e fluente. Il testo dell'esercizio di lettura e comprensione è lungo massimo 700 caratteri. Il test di scrittura richiede di scrivere un testo di svariate righe per un totale di almeno 750 caratteri: la lunghezza del testo richiesta più che raddoppia rispetto all'HSK4. Infine, sono presenti il test orale e la prova di traduzione cinese-inglese e viceversa.

### L'HSK6
L'HSK6 è rivolto agli studenti che abbiano terminato lo studio del livello intermedio. L'esame certifica l'abilità di comunicare in modo relativamente articolato, appropriato e sciolto, non solo su argomenti riguardati la vita quotidiana ma anche sulle tematiche più comuni, generalmente conosciute, inerenti ai diversi campi del sapere e del lavoro. Secondo una tabella non ufficiale, corrisponde ai livelli QCER B1+/B2. È richiesta una conoscenza di 1800 caratteri semplificati e 5456 parole. Il test di ascolto si basa su un testo di massimo 600 parole ed è letto di massimo 2 sillabe al secondo, per cui non è estremamente rapida (di contro, il numero di parole nel testo è più alto e il livello del testo è più difficile rispetto all'HSK5). Il testo dell'esercizio di lettura e comprensione è lungo massimo 900 caratteri. Il test di scrittura richiede di scrivere un testo di svariate righe per un totale di almeno 600 caratteri; il testo può essere argomentativo. Infine, sono presenti il test orale e la prova di traduzione cinese-inglese e viceversa.

### L'HSK7-8-9
I livelli HSK7, 8 e 9 sono rivolti a studenti di livello avanzato. L'esame è unico e, in base al punteggio, viene rilasciata la certificazione di livello 7, 8 o 9. Questo esame unificato certifica l'abilità di utilizzare la lingua cinese per comunicare in modo articolato, appropriato e corretto nella maggior parte delle situazioni sociali, degli ambiti di studio e del lavoro. Gli studenti che superano l'esame riescono non solo a comprendere materiale complesso su numerosi temi, ma anche ad apprezzarne la diversità degli stili. Secondo una tabella non ufficiale, corrisponde ai livelli CEFR B2+/C1.1 e C1.2. È richiesta una conoscenza di 3000 caratteri semplificati e 11.092 parole. La lista di vocaboli del livello 7, 8 e 9 è unica, per cui non esiste una sua suddivisione graduale.
L'esame HSK7-8-9 dura circa 210 minuti, dunque 3,5 ore di tempo d'esame totale (全部考试) distribuite in 5 parti e 98 quesiti totali. La suddivisione del tempo stimato in base alla tipologia di esercizio è:
| Esercizio | Traduzione                             | Quesiti | Tempo     |
| --------- | -------------------------------------- | ------- | --------- |
| 听力      | Ascolto (2 parti)                      | 40      | 30 minuti |
| 阅读      | Lettura (3 parti)                      | 47      | 60 minuti |
| 写作      | Scrittura (2 parti)                    | 2       | 55 minuti |
| 翻译      | Traduzione (2 parti) [scritta e orale] | 4       | 41 minuti |
| 口语      | Orale (3 parti)                        | 5       | 24 minuti |

La prima parte del test d'ascolto contiene un vero/falso: dati due gruppi di 5 affermazioni (1-5, 6-10), l'esaminando in una parentesi segna una √ (vero) o una × (falso).
Nella seconda parte del test d'ascolto, dati altri quesiti (11-22 e 23-40), l'esaminando ascolta una traccia audio e riempie una frase senza un pezzo o sceglie la risposta corretta tra 4 alternative segnate con le lettere A, B, C, D.
Nella prima parte del test di lettura, si leggono due testi in caratteri semplificati e si risponde a due rispettivi gruppi di quesiti (41-47 e 48-68). Il testo può superare i 930 caratteri (inclusi i punti e virgole), per cui è lungo un'intera facciata, e può trattare anche temi avanzati come ad esempio una dissertazione naturalistica e geografica su una tipologia di lago detta "lago rosa" (玫瑰湖); il testo può contenere parti in registro sia aulico che colloquiale, tecnicismi e alcuni tra i chengyu più rari. La comprensione scritta è basata sulla scelta della risposta corretta tra 4 alternative (A, B, C, D). In alternativa, si mettono in un quesito 4 affermazioni (segnate con i bollini ①, ②, ③, ④) e si sceglie l'alternativa che indica quali di queste 4 sono corrette in base al contenuto del testo letto (e.g., A ①②, B ①④, C ②③, D ③④).
Nella seconda parte del test di lettura (quesiti 69-73), si riordina un testo spezzato in 6 pezzi in disordine tranne uno che è già ordinato. Un settimo pezzo è intruso. I pezzi riordinati e l'intruso sono indicati con le lettere maiuscole (A, B, C, D, E, F, G) e l'ordine si scrive in una serie di quadrettoni che hanno l'aspetto □ → □ → □ → □ → □ → □.
Nella terza parte del test di lettura (74-87), viene offerto un testo da leggere lungo oltre 900 caratteri e si risponde brevemente a una serie di domande per esteso: la risposta non è dunque a scelta multipla, ma è scritta direttamente dall'esaminando, avendo cura di non superare i 10 caratteri (grossomodo una riga). Il testo può essere nuovamente una dissertazione naturalistica; per esempio, può parlare di un pesce particolare che si trova nel lago Qinghai, lo 湟鱼, meglio noto come "carpa nuda Przewalskiana" (Przewalskii's naked carp).
Nella prima parte del test di scrittura (88), si chiede di scrivere un testo di 200 caratteri circa su un'immagine che fa descritta e anche analizzata (e.g., un grafico che indica la diffusione di internet nelle aree urbane e rurali cinesi dal dicembre 2016 al dicembre 2020), per cui l'esercizio di scrittura unisce creatività e logica. Il testo va scritto in uno spazio di 4 righe in 15 minuti, per cui vanno scritti almeno 13 caratteri al minuto.
Nella seconda parte del test di scrittura (89), viene inserita una frase (e.g., una citazione di Confucio presa dal Lunyu in cinese classico con parafrasi in cinese moderno standard) e si richiede di scrivere un saggio breve di circa 600 caratteri in 40 minuti, per un totale di 12 righe. Il saggio breve contiene della conoscenza di background culturale sulla frase e il proprio punto di vista (eventualmente con degli esempi concreti).
Nella prima parte del test di traduzione (90-91), vengono offerti due testi in inglese di circa 8 righe da tradurre in cinese in uno spazio di 6 righe in 35 minuti (17,5 minuti per testo). Il livello dei testi in inglese è intermedio-avanzato e sono di circa 600 caratteri, inclusi i punti e virgole.
Nella seconda parte del test di traduzione (92-93), vengono offerti altri due testi in inglese e si richiede la traduzione orale in 2 minuti, per cui i due quesiti de facto uniscono la capacità di traduzione alla capacità di produzione orale. I testi in inglese sono lunghi circa 10 righe e la difficoltà è sempre intermedia-avanzata; possono avere circa 700 caratteri, inclusi i punti e virgole.
Nella prima parte del test orale (94), viene presentato un gruppo di trafiletti in cinese con delle informazioni (e.g., il regolamento d'ingresso di un importante museo di scienze naturali e gli orari di apertura) e l'esaminando, in 3 minuti, deve memorizzare queste informazioni e parlarne in un contesto (e.g., l'esaminando ha un amico che viene in vacanza a Pechino e che accompagnerà al Museo Nazionale di Scienze Naturali a Pechino; l'esaminando però per un imprevisto non può più accompagnare l'amico al museo, per cui lo avvisa di questa cosa e in più gli rigira le informazioni sul museo).
Nella seconda parte del test orale (95-97), viene ascoltato un brano e viene fatta una domanda a cui l'esaminando risponde oralmente in 30 secondi e/o in 2 minuti.
Nella terza parte del test orale (98) e dunque nell'ultima parte dell'intero esame HSK7-8-9, l'esaminando dice il proprio punto di vista su un tema parlando per 3 minuti.

### Tabelle di equivalenza non ufficiale tra HSK 3.0 e QCER
| HSK   | Caratteri | Vocabolario  | QCER  |
| ----- | --------- | ------------ | ----- |
| 1     | 300       | 500 parole   | A1-A2 |
| 2     | 600       | 1272 parole  | A1-A2 |
| 3     | 900       | 2245 parole  | A1-A2 |
| 4     | 1200      | 3245 parole  | B1-B2 |
| 5     | 1500      | 4316 parole  | B1-B2 |
| 6     | 1800      | 5456 parole  | B1-B2 |
| 7-8-9 | 3000      | 11092 parole | C1-C2 |

## HSK 3.0 ed il Chinese Proficiency Grading Standards for International Students
Un ruolo fondamentale nella definizione della struttura dell'HSK 3.0 ha avuto la pubblicazione aggiornata del "Chinese Proficiency Grading Standards for International Students", uno studio che organizza la conoscenze lessicali e grammaticali fondamentali della lingua cinese, suddividendole in tre stadi e nove livelli.
La "stadio elementare", diviso in tre livelli (corrispondenti, secondo una tabella non ufficiale, ai livelli del CEFR pre-A1/A1+/A2), per studenti che conoscono dalle 500 alle 2245 parole, e dai 48 ai 210 punti grammaticali.
Lo "stadio intermedio", diviso in tre livelli (corrispondenti, secondo una tabella non ufficiale, ai livelli del CEFR B1/B1+/B2), per studenti che conoscono dalle 3245 alle 5456 parole, e dai 286 ai 424 punti grammaticali.
Lo "stadio avanzato", diviso in tre livelli (corrispondenti, secondo una tabella non ufficiale, ai livelli del CEFR B2+/C1.1/C1.2), per studenti che conoscono circa 11000 parole, e 572 punti grammaticali.
|                           |                          | 音节 - suoni e sillabe    | 汉字 - caratteri           | 词汇 - parole               | 语法 - punti grammaticali |
| ------------------------- | ------------------------ | ------------------------- | -------------------------- | --------------------------- | ------------------------- |
| 高等 - livello avanzato   | 七一九级 - livelli 7-8-9 | nuovi 202/ in totale 1110 | nuovi 1200/ in totale 3000 | nuove 5636/ in totale 11092 | nuovi 148/ in totale 572  |
| 中等 - livello intermedio | 六级 - livello 6         | 86/908                    | 300/1800                   | 1140/5456                   | 67/424                    |
| 中等 - livello intermedio | 五级 - livello 5         | 98/822                    | 300/1500                   | 1071/4316                   | 71/357                    |
| 中等 - livello intermedio | 四级 - livello 4         | 116/724                   | 300/1200                   | 1000/3245                   | 76/286                    |
| 初等 - livello elementare | 三级 - livello 3         | 140/608                   | 300/900                    | 973/2245                    | 81/210                    |
| 初等 - livello elementare | 二级 - livello 2         | 199/468                   | 300/600                    | 772/1272                    | 81/129                    |
| 初等 - livello elementare | 一级 - livello 1         | 269                       | 300                        | 500                         | 48                        |
| 总计 - in totale          | 总计 - in totale         | 1110                      | 3000                       | 11092                       | 572                       |

## La versione precedente dell'HSK (HSK 2.0)
Nel 2010 la Hanban aveva rivisto il vecchio esame HSK, proponendone una nuova versione, il cosiddetto HSK 2.0. Articolato in 6 livelli, l'Hanban affermava che ciascuno dei di essi corrispondesse rispettivamente ai sei livelli del Quadro Comune Europeo di Riferimento per la conoscenza delle lingue. L'equivalenza era stata contestata dall'associazione tedesca e dall'associazione francese di insegnanti di lingua cinese. Si riteneva che, soprattutto nel caso di studenti la cui lingua madre non avesse ricevuto una notevole influenza del cinese, sia il numero di parole indicato nelle liste ufficiali della Hanban per il raggiungimento dei vari livelli, sia le competenze oggetto di esame, fossero insufficienti rispetto ai parametri stabiliti per lo sviluppo delle abilità descritte nel QCER (Quadro comune europeo di riferimento per la conoscenza delle lingue). Nel 2020, Hanban ha iniziato un nuovo processo di revisione dell'esame, proponendo l'HSK 3.0.

### Tabelle di equivalenza tra la versione HSK 2.0 e il QCER
| HSK 2.0 | Vocabolario   | QCER - stima Hanban | QCER - stima associazione francese | QCER - stima associazione tedesca |
| ------- | ------------- | ------------------- | ---------------------------------- | --------------------------------- |
| 1       | 150 parole    | A1                  | pre-A1                             | pre-A1                            |
| 2       | 300 parole    | A2                  | A1.1                               | A1.1 (senza scrittura)            |
| 3       | 600 parole    | B1                  | A1-A2                              | A1                                |
| 4       | 1200 parole   | B2                  | A2                                 | A2                                |
| 5       | 2500 parole   | C1                  | B1/inizio B2                       | B1                                |
| 6       | 5.000+ parole | C2                  | B2/inizio C1                       | B2                                |

## L'HSK e la diffusione del cinese nella scuola dell'obbligo
Negli anni più recenti si è registrata un'ampia diffusione dell'insegnamento della lingua cinese nella scuola dell'obbligo, in particolare nella scuola secondaria superiore. Gli studenti dovrebbero essere in grado entro il termine del periodo di studio (i.e., al quinto anno se si studia cinese fin dal primo anno) di avere una competenza linguistica almeno pari al livello 4 dell'HSK 2.0 (grossomodo livello A2 e A2+ del QCER), una preparazione che può costituire una base utile per favorire un più veloce e proficuo approfondimento della lingua durante gli studi negli anni universitari. Infatti, la complessità della lingua cinese non permette di solito in solo tre anni universitari di raggiungere un livello di conoscenza della lingua adeguato ad un utilizzo specialistico e/o in ambito lavorativo (livello C circa). Ad esempio, l'INALCO di Parigi (la principale università in Francia per l'insegnamento della lingua cinese) permette l'accesso alla laurea triennale in cinese solo a coloro che abbiano già studiato la lingua durante gli anni del liceo; in alternativa gli studenti possono iscriversi ad un anno preparatorio (c.d. Diplôme d'Initiation) nel quale devono raggiungere una conoscenza della lingua cinese equiparabile al livello previsto in uscita in Italia dall'ultimo sillabo pubblicato dal MIUR il 9 novembre 2016.
Il progetto di diffusione della lingua cinese nella scuola italiana è realizzato in stretta collaborazione con gli Istituti Confucio (孔子学院), un ente controllato dal Partito Comunista Cinese per la diffusione e promozione della lingua e cultura cinese nel mondo. Proprio la stretta collaborazione con gli Istituto Confucio ha portato ad un ampio dibattito sull'opportunità che la scuola italiana sia influenzata da un ente che dipende dal Partito Comunista Cinese.
A queste critiche si sono aggiunte quelle inerenti alla opportunità di investire già nella scuola dell'obbligo su una lingua che nonostante la crescita economica si sta rivelando poco utile nel mondo del lavoro. La CNBC ha recentemente sottolineato che le imprese non hanno interesse ad assumere personale con conoscenza della lingua cinese perché anche in Cina la lingua veicolare internazionale è considerata l'inglese. La British Academy, nello studio "Languages: state of the Nation", evidenzia come sebbene nelle interviste i datori di lavoro indichino il cinese come carta vincente (probabilmente influenzati dalle notizie sulla crescita economica della Cina), tuttavia la maggior parte degli annunci di lavoro in Europa è riservato a coloro che conoscano le classiche lingue europee (inglese, francese, tedesco, spagnolo, italiano e lingue nord-europee). Anche le principali università anglosassoni sottolineano che per mettere a frutto la conoscenza del cinese si deve essere disposti a vivere in Cina. Il cinese infatti non può definirsi lingua degli scambi internazionali ed in Europa ha una scarsa utilità in quanto gli scambi con la Cina si realizzano principalmente facendo ricorso alla lingua inglese, studiata fin dalla scuola dell'obbligo.
L'apertura dell'insegnamento liceale alle lingue extracomunitarie dovrebbe contemplare oltre all'istituzione, in modo bilanciato, di classi per lo studio del russo, dell'arabo, e del cinese (tre delle sei lingue ufficiali delle Nazioni Unite, ONU) più l'istituzione di classi per lo studio di lingue importanti parlate nell'Unione Europea o in altre importanti aree del mondo quali ad esempio il giapponese, l'hindi, il coreano, il turco e lo swahili.